# Ordinariat militaire du Chili
L'Ordinariat militaire du Chili (en espagnol : Obispado castrense de Chile) est un ordinariat militaire de l'Église catholique au Chili directement soumis au Saint-Siège.

## Territoire
L'ordinariat est chargé de la pastorale des militaires de l'armée chilienne et de leurs familles. Le siège est à Santiago où se trouve la cathédrale Notre-Dame du Mont-Carmel (es).

## Histoire
Le vicariat militaire du Chili est érigé le 3 mai 1910 avec le bref In hac Beatissimi du pape Pie X. Avant cette date, la pastorale de l'armée chilienne était confiée aux aumôniers dépendants du diocèse d'Arequipa au Pérou (aujourd'hui archidiocèse d'Arequipa) qui étaient souvent incapables d'exercer leur ministère parce qu'ils dépendaient d'un diocèse étranger.
Le vicariat est élevé au rang d'ordinariat le 21 avril 1986 par la constitution apostolique Spirituali militum curae du pape Jean-Paul II. Les statuts de l'ordinariat sont promulgués le 23 janvier 1988.

## Évêques
- Rafael Edwards Salas (27 mai 1910 - 5 août 1938)
- José Luis Fermandois Cabrera (8 août 1938 - 18 août 1941)
- Carlos Labbé Márquez (18 août 1941 - 17 octobre 1941)
- Julio Tadeo Ramírez Ortiz (17 octobre 1941 - 10 juin 1942)
- Teodoro Eugenín Barrientos, SS.CC (20 juin 1942 - 21 décembre 1959)
- Francisco Xavier Gillmore Stock (16 octobre 1959 - 26 novembre 1983)
- José Joaquín Matte Varas (26 novembre 1983 - 31 janvier 1995)[5]
- Gonzalo Duarte García de Cortázar, SS.CC (31 janvier 1995 - 4 novembre 1999)
- Pablo Lizama Riquelme (4 janvier 1999 - 27 février 2004) nommé archevêque coadjuteur d'Antofagasta
- Juan Barros Madrid (9 octobre 2004 - 10 janvier 2015) nommé évêque du diocèse d'Osorno
- Santiago Silva Retamales (7 juillet 2015 - 23 décembre 2020) nommé évêque du diocèse de Valdivia[5],[6]
- Pedro Ossandón Buljevic depuis le 28 octobre 2021